# Callia lissonota
Callia lissonota är en skalbaggsart som beskrevs av Maria Helena M. Galileo och Martins 2002. Callia lissonota ingår i släktet Callia och familjen långhorningar. Inga underarter finns listade.